# 藤原宗光
藤原 宗光（ふじわら の むねみつ、延久2年（1070年） - 康治2年11月22日（1143年12月29日） ）は、平安時代後期の貴族。藤原北家真夏流、右中弁・藤原有信の次男。官位は従四位上・式部大輔。

## 経歴
白河院政期にて、文章生を経て承徳2年（1098年）対策に及第。越後掾・図書権助・式部丞・六位蔵人を経て、長治3年（1106年）巡爵により従五位下に叙せられる。
のち、尾張権守を務めるが、元永2年（1119年）大内記として京官に復すと、阿波介・木工権頭を兼帯した。
鳥羽院政期の天承2年（1132年）正五位下・右衛門権佐に叙任される。その後、保延2年（1136年）従四位下、永治2年（1142年）従四位上と昇進し、この間に式部大輔に任ぜられた。
康治2年（1143年）11月22日卒去。享年74。最終官位は式部大輔従四位上。

## 官歴
- 承徳元年（1097年） 12月29日：見文章生[1]
- 承徳2年（1098年） 2月3日：献策[1]。12月16日：図書権助、元越後掾、見正六位上[2]
- 承徳3年（1099年） 正月23日：式部少丞[3]
- 長治元年（1104年） 4月：見式部大丞[4]
- 長治2年（1105年） 正月16日：六位蔵人[1][5]
- 長治3年（1106年） 正月5日：従五位下[1]
- 永久3年（1115年） 9月9日：見尾張権守[6]
- 元永2年（1119年） 正月：大内記[7]
- 保安2年（1121年） 正月：兼阿波介[7]
- 大治4年（1129年） 正月26日：兼木工権頭[1]
- 天承2年（1132年） 正月26日：右衛門権佐、正五位下、元大内記木工頭[1]
- 長承2年（1133年） 5月6日：左衛門権佐[1]
- 保延2年（1136年） 正月6日：従四位下[8]
- 永治2年（1142年） 正月5日：従四位上[3]
- 時期不詳：大学頭。式部大輔[9]
- 康治2年（1143年） 11月22日：卒去（式部大輔従四位上）[3]

## 系譜
『尊卑分脈』による。
- 父：藤原有信
- 母：藤原実政の娘
- 生母不詳の子女
  - 男子：藤原資経
  - 男子：藤原経尹 - 藤原親経の養子
  - 男子：藤原宣経
  - 男子：静空
  - 男子：宗慶

## 末裔
『尊卑分脈』や実悟の「日野一流系図」では、宗光-文章博士宗業-木工権頭業茂-大膳大夫遠業-宮内少輔光遠-大膳大夫光綱と続き、光綱の子孫は三淵氏を名乗ったとされる。